# Milano-Torino 1965
La Milano-Torino 1965, cinquantunesima edizione della corsa, si svolse il 13 marzo su un percorso con partenza a Milano e arrivo a Torino. Fu vinta dall'italiano Vito Taccone della Salvarani davanti ai suoi connazionali Marino Vigna e Romeo Venturelli.

## Ordine d'arrivo (Top 10)
| Pos. | Corridore          | Squadra           | Tempo |
| ---- | ------------------ | ----------------- | ----- |
| 1    | Vito Taccone       | Salvarani         |       |
| 2    | Marino Vigna       | Ignis             |       |
| 3    | Romeo Venturelli   | Bianchi-Mobylette |       |
|      | Adriano Durante    | Ignis             |       |
| 5    | Vittorio Adorni    | Salvarani         |       |
| 6    | Flaviano Vicentini | Ignis             |       |
| 7    | Franco Cribiori    | Ignis             |       |
| 8    | Marcello Mugnaini  | Maino             |       |
| 9    | Roberto Poggiali   | Ignis             |       |
| 10   | Luciano Galbo      | Sanson            |       |